# وحمة إسفنجية بيضاء
الوحمة الإسفنجيّة البيضاء الوحمة الإسفنجيّة البيضاء (مرض الاندفاع، طُلوان مخاطيّة الفم الوراثي، الوحمة الإسفنجيّة البيضاء المُندفعة ، سوء تكوّن الطيّات البيض العائلي، وحمة الفم الظهاريّة ). هي مرض الصفة السّائدة للصبغي الجسمي لمخاطيّة الفم (الغشاء المخاطي المبطن للفم). تُسببها تغيرات ببعض الجينات التي تُرمِّز الكيراتين، والتي بدورها تسبب خلل في العملية الطبيعيّة لتقرّن المخاطيّة. وهذا يُنتِج آفات ثخينة، بيضاء ومخمليّة على الخدّين داخل الفم. 
توجد هذه الآفات عادةً منذ الولادة أو يمكن أن تتطور خلال فترة الطفولة. المرض غير مؤذٍ قطعاً ولا يحتاج لمعالجة.

## التصنيف
التصنيف الإحصائي العالمي للأمراض و المشاكل المتعلّقة بالصحة أو ما يعرف بـ ICD في التحديث العاشر له، صنّفَ الوحمة الإسفنجيّة البيضاء تحت عنوان (تشوهات خلقيّة أُخرى للفم)، ومن الممكن أن تُصنّف كمرض جلدي  أو بدقّة أكبر كجلّاد وراثي بمعنى (اضطراب وراثي مُحدد).

## الأعراض والعلامات
تظهر بمفردها في الفم وأحيانا كثيرة كثخانة ثنائيّة الجانب، ولويحات اسفنجيّة بيضاء متناظرة ومتموجة أو مخمليّة الملمس. وتظهر عادة هذه الآفات على المخاطية الشدقيّة، لكن أحياناً قد تظهر على المخاطية الشفويّة أو سرج السنخ أو أرض الفم أو السطح الباطن للسان أو الحنك الرّخو.
اما حافة اللّثة و ظهر اللسان تقريباً لا يُصابان أبداً بهذا المرض.
وبشكل أقلّ شيوعاً هناك أماكن خارج الفم قد تُصاب وتتضمن الأغشية المخاطيّة لكلٍّ من الأنف والبلعوم والحنجرة والشرج والمخاطيّة التناسليّة.
وعادةً توجد منذُ الولادة أو قد تتطور خلال فترة الطفولة. نادراً ما تتطوّر هذه الآفات خلال فترة المراهقة.
وبمعزلٍ عن مظهر المناطق المُصابة، فلا يوجد أعراض أو علامات أُخرى.

## الفيزيولوجيا المرضيّة
إنّ ما يسبب الوحمة الإسفنجية البيضاء هو طفرة على الكيراتين 4 أو على جينات الكيراتين 13، حيث تتوضع الطفرة بصورة متتالية على صبغيّات الإنسان 12q13 و 17q21-q22.
( المقصود بـ 12q ، 17q هو رقم الصبغي في الجينيوم البشري ). المرض وراثي مُتعلّق بطبيعة سائدة للصبغي الجسدي. هذا يشير إلى جين مَعيب مسؤول عن اضطراب ما وموقع هذا الاضطراب في الصبغي الجسدي (الصبغيات 12 ، 17 هي صبغيّات جسديّة) و نسخة واحدة فقط من الجين المَعيب كافية لتسبب هذا الاضطراب، عندما تُورّث من أحد الأبوين الذي لديه هذا الاضطراب.

تملك الوحمة الإسفنجيّة البيضاء شكل موروث للصبغي الجسدي السّائد

## التشخيص
كثيراً ما تُخلط باللطاخ الأبيض.

## المعالجة والإنذار
لا يوجد علاج، لكن بسبب أنها مرض حميد بدون مضاعفات سريريّة جديّة فالإنذار ممتاز.